# Liste der Monuments historiques in Genouillé (Vienne)
Die Liste der Monuments historiques in Genouillé (Vienne) führt die Monuments historiques in der französischen Gemeinde Genouillé auf.

## Liste der Bauwerke
| Bezeichnung       | Beschreibung              | Standort | Kennzeichnung | Schutzstatus | Datum | Bild           |
| ----------------- | ------------------------- | -------- | ------------- | ------------ | ----- | -------------- |
| Kirche Notre-Dame | Erbaut im 12. Jahrhundert | (Lage)   | PA00105461    | Classé       | 1914  | weitere Bilder |

## Liste der Objekte
- Monuments historiques (Objekte) in Genouillé (Vienne) in der Base Palissy des französischen Kultusministeriums